# 老盛昌
老盛昌湯包是中華人民共和國上海市的一個湯包餐飲連鎖店。其配送中心、中央厨房和食品加工厂位於嘉定區安亭镇。

## 歷史
1999年，余维明与两位伙伴从苏州来到上海，並於2000年開設第一家老盛昌汤包馆。2007年，余维明创建上海老盛昌餐饮管理有限公司。
2010年，老盛昌門店只有14家，而且生意受到无证摊贩影响。2012年到2015年，上海市人民政府将「早餐工程」列入市府实事项目，老盛昌也參與了早餐工程，2014年，老盛昌兴建了6000多平方米的中央厨房。老盛昌在建造中央厨房時受到了上海市、区商务部门的资金和技术扶持。此後老盛昌门店数量每年以20多家新店的速度递增。截至2015年，老盛昌门店总数已近90家。2017年度獲評「上海名牌」。截至2018年，老盛昌门店规模达到130家，其中119家在上海。
2014年，老盛昌引入今日资本为合伙人，2015年成立中外合资老盛昌餐饮管理股份有限公司。2021年8月4日，上海老盛昌餐饮管理有限公司因未按时履行法律义务而被法院强制执行29249元。

## 外部連結
- 官方网站